# ディアヴォレッツァ
ディアヴォレッツァ（Diavolezza）は、スイス東南部、エンガディン地方のベルニナ沿線にある山。標高2973ｍ。麓の鉄道駅、ベルニナ・ディアヴォレッツァから大型ロープウェイが山頂の展望台まで結んでいる。山頂からピッツ・パリュ (3905m)、ベラヴィスタ (3922m)、ピッツ・ベルニナ (4049m) など、ベルニナ・アルプスの名峰とペルス氷河の壮大なパノラマが広がる。
山頂にはレストランと山岳ホテルもある。山岳ホテル、ベルグハウス・ディアヴォレッツァでは2人部屋からドミトリー形式の大部屋まで利用可能。ヨーロッパで最も標高が高いジャグジーも備えている。
夏季はディアヴォレッツァを出発点として、ペルス氷河とモルテラッチ氷河の上を歩くガイド付きトレッキングツアーに参加することもできる。冬季はディアヴォレッツァの東に位置するピッツ・ラガルプと合わせ、エンガディン地方の主要スキーエリアのひとつを形成している。ディアヴォレッツァ山頂からモルテラッチ駅まで滑り降りる上級者向き氷河スキーのコースもある。

ディアヴォレッツァからのパノラマ。左からピッツ・パリュ、ヴェラヴィスタ、ピッツ・ベルニナ、ピッツ・モルテラッチ

## アクセス
サン・モリッツからレーティッシュ鉄道でベルニナ・ディアヴォレッツァ駅まで約40分（ベルニナ・ディアヴォレッツァ駅は降車のリクエストが無い時は通過する駅なので、車内の降車ボタンを押すか、車掌に申告が必要）。ベルニナ・ディアヴォレッツァ駅から107人乗りのゴンドラリフトに乗って10分。大型ロープウェイは11月下旬～12月下旬のメンテナンス休業期間を除き、通年運行。強風など悪天候時は運行停止になる場合がある。